# Piękna Góra
Piękna Góra (niem. Schönberg) – osada w Polsce położona na Mazurach, w województwie warmińsko-mazurskim, w powiecie giżyckim, w gminie Giżycko przy drodze wojewódzkiej nr 592.
Miejscowość ma charakter turystyczny. Jest położona nad jeziorami Kisajno i Tajty, które na terenie wsi połączone są Kanałem Piękna Góra. Terytorium wsi obejmuje również Półwysep Mały Ostrów (zwany również Łabędzim Ostrowiem), wdzierający się w głąb Jeziora Kisajno. W bliskim sąsiedztwie miejscowości na Jeziorze Kisajno znajduje się wyspa-rezerwat Duży Ostrów – wchodząca w skład archipelagu wysp-rezerwatów na Jeziorze Kisajno, w okolicach których przebiega turystyczny szlak wodny "Łabędzi szlak" objęty strefą ciszy. W Pięknej Górze znajdują się liczne przystanie jachtowe i ośrodki wypoczynkowe, w tym między innymi ośrodek wczasowy Akademii Wychowania Fizycznego w Warszawie.
W latach 1975–1998 miejscowość należała administracyjnie do województwa suwalskiego.